# Пьеве-Фиссирага
Пьеве-Фиссирага (итал. Pieve Fissiraga) — коммуна в Италии, располагается в регионе Ломбардия, в провинции Лоди.
Население составляет 1302 человека (2008 г.), плотность населения составляет 109 чел./км². Занимает площадь 12 км². Почтовый индекс — 26854. Телефонный код — 0371.
В коммуне 15 августа особо празднуется Успение Пресвятой Богородицы.

## Демография
Динамика населения:

## Администрация коммуны
- Официальный сайт: http://www.comune.pieve-fissiraga.lo.it/